# Berliner Energietisch

Logo des Berliner Energietischs

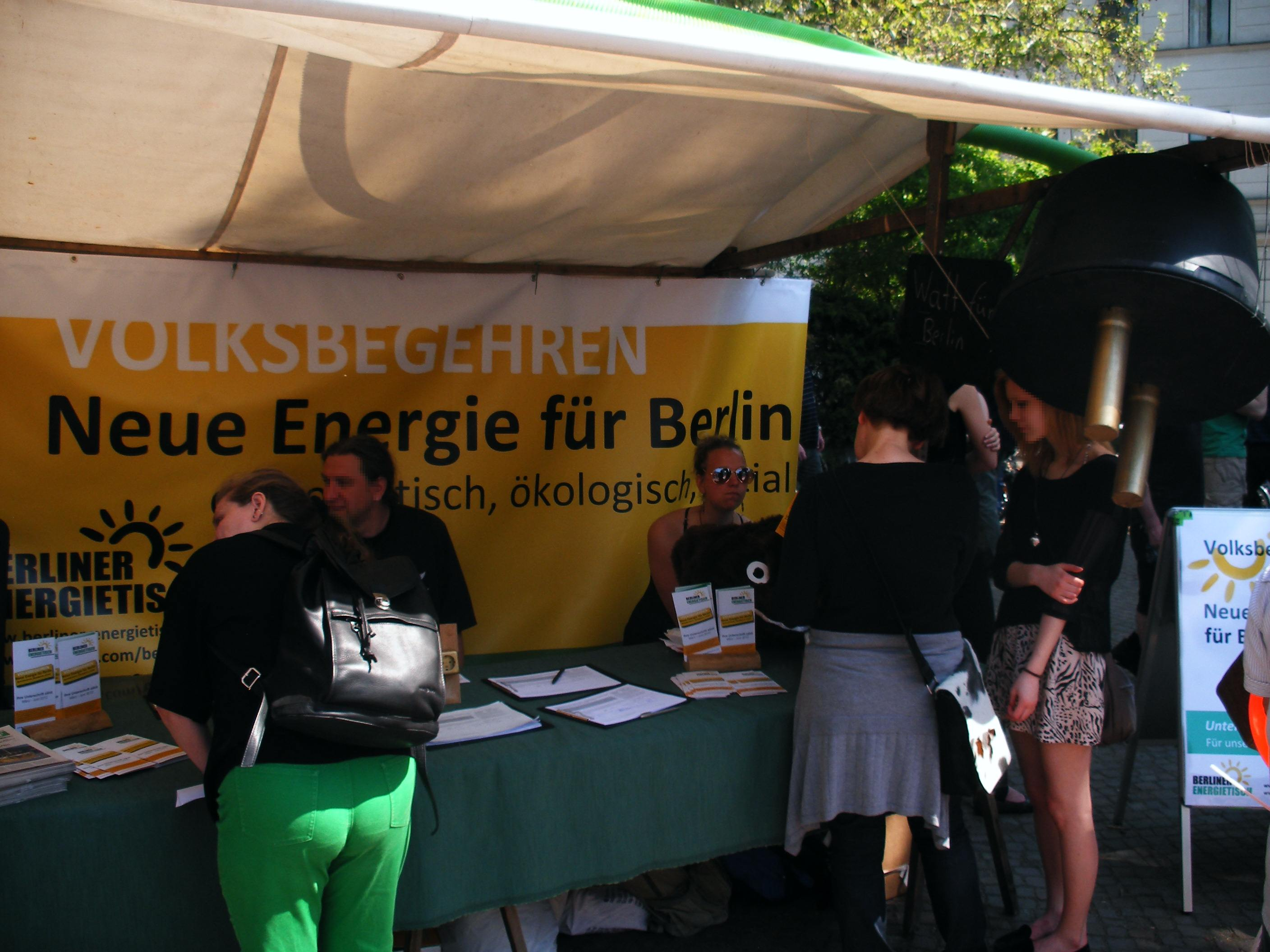
MyFest 2012: Berliner Energietisch sammelt Unterschriften für das Volksbegehren

Der Berliner Energietisch ist ein parteiunabhängiger Zusammenschluss von rund 55 Berliner Organisationen, Initiativen und Einzelpersonen mit dem Ziel einer Rekommunalisierung der städtischen Energieversorgung.
Das 2011 gegründete Bündnis versteht sich als offene Plattform für alle, die sich für eine „sozial gerechte, ökologisch nachhaltige und demokratisch kontrollierte“ Versorgung mit Strom, Gas und Wärme in Berlin einsetzen wollen. 
Um das zu erreichen, hat der Energietisch im Jahr 2012 das Volksbegehren über die Rekommunalisierung der Berliner Energieversorgung initiiert. Das Volksbegehren hat den Aufbau eines berlineigenen Stadtwerkes und die Gründung einer Netzgesellschaft zum Ziel. Der Energietisch strebt dabei eine 100-prozentige Energieversorgung Berlins auf der Grundlage von dezentral erzeugter erneuerbarer Energie an.

## Mitglieder
Etwa 55 Organisationen tragen den Energietisch, darunter die Berliner Sektionen von Attac, BUND, Volkssolidarität und GEW sowie lokale Organisationen wie der Berliner Mieterverein, die Berliner MieterGemeinschaft und die in der Interventionistischen Linken organisierte Gruppe FelS. Das Bündnis versteht sich als parteiunabhängig, wird aber durch die Landesverbände von SPD, Grünen, Linke, Piraten und ödp unterstützt.

## Struktur
Der Energietisch gliedert sich in das Plenum sowie einen Trägerkreis, mehrere Arbeitsgruppen und ein Kampagnenbüro. Grundsatzentscheidungen wie die Formulierung des Gesetzentwurfs oder die Wahl von Vertrauenspersonen werden im Plenum von allen Unterstützerorganisationen und Einzelpersonen getroffen. Im Plenum werden außerdem Arbeitsgemeinschaften zu aktuellen Themen gebildet, die in Absprache mit dem Büro und dem Trägerkreis arbeiten.
Der Trägerkreis befasst sich mit Fragen wie strategischer Kampagnenplanung, Personal- und Budgetentscheidungen. Die Trägerkreissitzungen sind öffentlich. Das Kampagnenbüro setzt die Plenums- und Trägerkreisentscheidungen um.
Für das Volksbegehren wurden fünf Vertrauenspersonen als Vertreter und Ansprechpartner im Energetischplenum gewählt: Michael Below (FelS), Michael Efler (BürgerBegehren Klimaschutz), Kathrin Linsler (noya Berlin), Tilmann Heuser (BUND Berlin) und Kerstin Schmidt (Grüne Liga Berlin).

## Geschichte
Seit der Privatisierung des städtischen Versorgers Bewag im Jahr 1997 gab es verschiedene Vorschläge und Initiativen für eine Rekommunalisierung, jedoch ohne Erfolg.
Ende 2010 begann auf Initiative der Gruppen Attac Berlin, BürgerBegehren Klimaschutz und PowerShift ein Austausch über Möglichkeiten der Übernahme des Berliner Stromnetzes durch die Stadt. Ein Ergebnis war eine Broschüre mit einem Überblick über die drei Energienetze (Strom, Gas und Fernwärme) und die Vorteile einer erneuten Überführung in die öffentliche Hand.
Angeregt durch das erfolgreiche Vorbild des Berliner Wassertisches, wurde der Energietisch im Juli 2011 gegründet, nachdem im Koalitionsvertrag von SPD und CDU lediglich ein Prüfauftrag für die Rekommunalisierung verankert wurde.

### Volksentscheid 2013
Die ersten Beschlüsse des Bündnisses betrafen die Einleitung eines Volksbegehrens sowie einen gemeinsamen Gesetzentwurf „für eine demokratische, ökologische und soziale Energieversorgung in Berlin“. Das Volksbegehren scheiterte am 3. November 2013.